# Astrohamma tuberculatum
Astrohamma tuberculatum är en ormstjärneart som först beskrevs av Jean Baptiste François René Koehler 1923.  Astrohamma tuberculatum ingår i släktet Astrohamma och familjen medusahuvuden. Inga underarter finns listade i Catalogue of Life.